# Cristín Cibils
Cristín Eugenio Cibils González (Asunción, 13 marzo 1956) è un ex calciatore paraguaiano, di ruolo difensore.

## Carriera

### Club
Giocò nella massima serie paraguaiana e cilena.

### Nazionale
Con la nazionale paraguaiana vinse la Copa América 1979.

## Palmarès

### Club

#### Competizioni nazionali
- Campionato paraguaiano: 2

Club Olimpia: 1975, 1985